# Schloss Schlobitten
Schloss Schlobitten ist ein Gebäudeensemble, das seit 1945 nur noch als eine Ruine existiert. Es liegt in der heutigen polnischen Gemeinde Słobity, früher Schlobitten, das von 1816 bis 1945 zum Kreis Preußisch Holland im ehemaligen Ostpreußen gehörte. Es bestand seit 1624 und war der Stammsitz der Linie Schlobitten des deutschen Adelsgeschlechts Dohna. 1945 wurde es geplündert und in Brand gesteckt und ist seit dem 19. März 1968 unter der Nummer 587/69 auf der polnischen Denkmalschutzliste aufgeführt.
Alexander zu Dohna-Schlobitten gab dem Gebäudeensemble durch Umbauten und Erweiterungen seine Grundform. Er ließ das Vorgängergebäude in den Jahren 1696 bis 1736 zu einem barocken Schloss umgestalten. Alexander Fürst Dohna-Schlobitten konnte kurz vor Ende des Krieges einen bedeutenden Teil des Inventars von Schloss Schlobitten auslagern, bevor es 1945 nach der Besetzung durch die Rote Armee durch Brandstiftung zerstört wurde.

## Geschichte
Die aus Sachsen stammende Familie der Burggrafen zu Dohna kam im 15. Jahrhundert in diese Gegend. Peter von Dohna (* 1483; † 18. Januar 1553) wurde 1525 von Albrecht von Brandenburg, dem Hochmeister des Deutschen Ordens, für seine Dienste mit dem Gut und Dorf Schlobitten belehnt. Sein Sohn Achatius von Dohna (* 17. Mai 1533; † 18. Oktober 1601) aus der Ehe mit Catharina von Zehmen, verlegte den Stammsitz der Familie nach Schlobitten und ersetzte ein älteres Gutshaus durch ein von Wassergräben umgebenes Festes Haus, das er ab 1589 bewohnte.
Achatius’ Sohn Abraham (* 13. März 1579; † 1631) ließ in den Jahren 1622 bis 1624 das erste Schloss im frühbarocken Stil nach holländischen Vorlagen errichten, dessen dreistufig geschweifte Ziergiebel an die niederländische Renaissance anknüpften. Das Aussehen des Schlosses ist durch eine Zeichnung des Bauherrn überliefert. Untersuchungen polnischer Fachleute weisen darauf hin, dass Abrahams Bau Kellergewölbe des Vorgängerbaus aus dem 16. Jahrhundert integrierte. Im polnisch-schwedischen Krieg wurde das Schloss von Plünderern verwüstet und von Abraham nur notdürftig wiederhergestellt.
Während nach seinem Tod seine Witwe Teile des Anwesens noch einige Jahre bewohnte, residierte sein Neffe und Erbe Friedrich von Dohna, vormaliger Gouverneur des Fürstentums Orange im Dienste des Hauses Oranien, auf Schloss Coppet am Genfer See. Die Verbindung zu den Oraniern kam über Friedrichs Eltern, Christoph zu Dohna und Ursula, geb. Gräfin zu Solms-Braunfels; Letztere hatte zwei Schwestern: Amalie zu Solms-Braunfels, die mit dem niederländischen Statthalter Prinz Friedrich Heinrich von Oranien verheiratet war, und Louise Christina, die den niederländischen Armeechef Johann Wolfart van Brederode geehelicht hatte. Über diese Verbindung bestand auch eine Verwandtschaft zu Amalies Enkeln, den Königen Wilhelm III. von England und Friedrich I. von Preußen.
Friedrich I., der 1701 das Königreich Preußen gegründet hatte, wünschte sich, dass sein neues Königreich aus Gründen kultureller Repräsentation mit einigen prächtigen Barockschlössern versehen werde; so entstanden im Wettbewerb untereinander fast gleichzeitig auch die Schlösser Schlodien (ebenfalls den Dohna gehörend), Friedrichstein und Dönhoffstädt (Grafen Dönhoff), Finckenstein (Grafen Finck von Finckenstein) und Capustigall (Grafen Waldburg) – die beiden letzteren sollten später auch an die Dohna kommen. Von diesen Residenzen existiert heute unzerstört nur noch Dönhoffstädt.
Friedrichs Sohn Alexander zu Dohna-Schlobitten baute die Schlobittener Schlossruine in den Jahren 1695 bis 1722 im Stil des Hochbarock nach Entwürfen von Jean Baptiste Broebes wieder auf, erweiterte das Herrenhaus um eine zweite Galerie und setzte zwei rechtwinklig anschließende Flügel an, so dass das Gebäude einen Ehrenhof hufeisenförmig umschloss. Sein Bruder Christoph ließ gleichzeitig das nahegelegene Schloss Schlodien erbauen. Der weitere Ausbau ab 1704 erfolgte unter der Leitung von Johann Caspar Hindersin: Der äußere Marstallhof wurde mit niedrigen Verbindungstrakten umgeben, das Herrenhaus um ein drittes Geschoss und ein Mansarddach aufgesetzt. Hindersin schuf damit „eine höchst originelle, zwei quadratische Innenhöfe umschließende Baugruppe von hohem Reiz“. Den Festsaal mit seinem prunkvollen Stuck dekorierte im Jahr 1713 Joseph Anton Kraus.
In den Jahren 1696 und 1732 wurde der Gebäudekomplex zu einer repräsentativen Residenz ausgebaut. Hier wurden zahlreiche preußische Könige empfangen, denen es als Reisestation bei ihren Aufenthalten in Ostpreußen diente. Friedrich II. logierte hier wiederholt. Es gab mehr als 70 Zimmer, einen großen Festsaal sowie eine umfangreiche Bibliothek, die im Jahr 1893 bereits 23.000 Bände enthielt. Im Schloss gab es neben zahlreichen Gemälden eine Münzsammlung und seltene Fayencen. Das Gut umfasste rund 1500 Hektar Land, das von 160 Familien bewirtschaftet wurde. Es gab nach 1918 zudem ein Heim für alleinstehende alte Menschen. Dank des „Ewigen Testaments“ von 1621, durch das der Schlobittener Familienzweig seinen Besitz zu einem unteilbaren Familienfideikommiss gemacht hatte, blieben die Ländereien und Sammlungen der Familie bis 1945 erhalten.
Im Januar 1945 begaben sich die Bewohner des Schlosses mit den Angestellten unter Führung des Fürsten Alexander zu Dohna auf die Flucht nach Westen, insgesamt 330 Personen, 140 Pferde und 38 Wagen. Sie führten auch 31 wertvolle Trakehnerstuten aus ihrer Zucht mit sich. Das Schloss wurde beim Einmarsch der russischen Streitkräfte niedergebrannt und verwüstet. Bereits 1944 waren Teile der wertvollen Kunstsammlung, die aus zahlreichen Barockmöbeln und Gemälden, Gobelins und Delfter Fayencen bestand und zu der auch eine mit Brillanten geschmückte Tabakdose Friedrichs des Großen zählte, vom letzten Schlossherrn Fürst Alexander zu Dohna, teils in Zügen, teils mit einem Flüchtlingstreck, samt einem Teil des zugehörigen Zuchtgestüts, nach Westen evakuiert worden. Das ausgelagerte Kunstgut wurde in verschiedenen Schlössern verwandter oder befreundeter Familien untergebracht, darunter im Schloss Muskau, fiel dort aber zu zwei Dritteln der Plünderung bei Kriegsende zum Opfer. Lediglich die in das hessische Schloss Laubach ausgelagerten Gegenstände konnte die Familie Dohna nach dem Krieg wieder in Empfang nehmen. In der DDR beschlagnahmte Teile der Sammlung konnten nach der Deutschen Wiedervereinigung dem Bestand wieder hinzugefügt werden. „Der Wunsch des Fürsten Alexander zu Dohna, das gerettete Kunstinventar des Schlobitter Schlosses als geschlossenen Komplex auszustellen, hat ihn bewogen, auch die bis zur Wiedervereinigung in den Depots verschiedener DDR-Museen bewahrten und ihm zurückgegebenen Inventarstücke den Preußischen Schlössern und Gärten zum Kauf anzubieten“. So übernahm die Stiftung Preußische Schlösser und Gärten Berlin-Brandenburg 1992 und 1999 die Sammlung Dohna-Schlobitten, bestehend aus über 1000 Einzelstücken, darunter 72 Gemälden, 35 Möbelstücken, über 200 Porzellanen und Fayencen, 48 Gläsern, über 600 Objekten aus edlen und unedlen Metallen, 250 kunsthandwerklichen Einzelgegenständen verschiedener Materialien und mehr als 500 Textilien.
Ein Teil der Sammlung befindet sich im Schloss Charlottenburg in Berlin in der Sammlung „Dohna-Schlobitten“. Seit 2009 sind im Schloss Schönhausen ebenfalls einige der geretteten Kunstwerke aus Schlobitten zu sehen; viele Objekte sind jedoch in Depots der Stiftung eingelagert. Ab 2022 soll die gesamte Sammlung als Leihgabe der Stiftung Preußische Schlösser und Gärten Berlin-Brandenburg in Schloss Doberlug ausgestellt werden, das damit seinen musealen Schwerpunkt auf die mitteleuropäische Adelskultur setzt.

## Baugeschichte

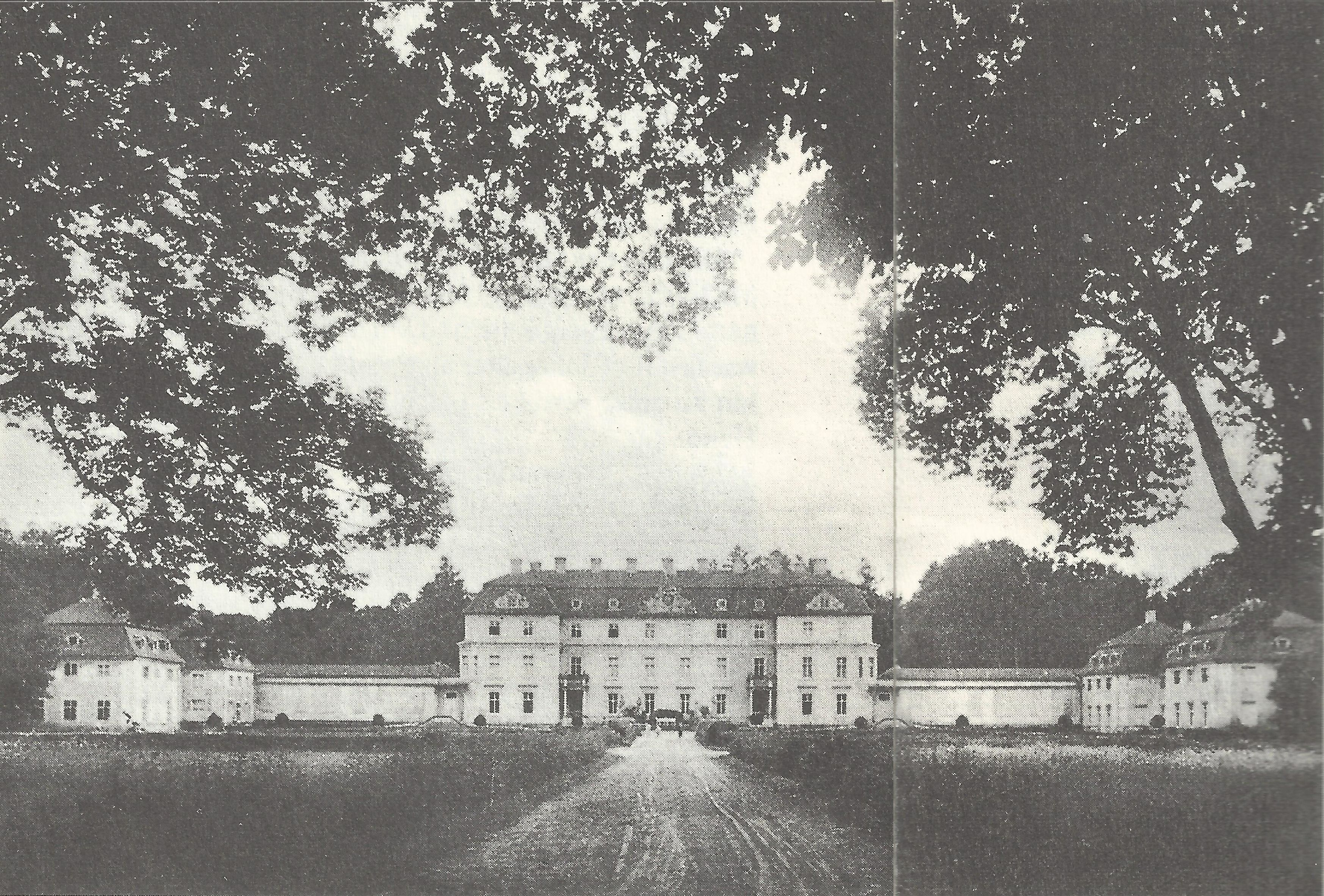
Schloss Schlobitten um 1915

Das zweigeschossige Hauptgebäude wurde zunächst als massiver Putzbau mit Kellergeschoss im Stil der Renaissance ausgeführt und wies Zwerchhäuser mit dreizonigen Schweifgiebeln auf. Im Jahr 1627 kam, etwas vom Hauptgebäude abgesetzt, ein eingeschossiges Bibliotheksgebäude mit einer langgestreckten Galerie hinzu, die von Kreuzgratgewölben überspannt wurde. In den Jahren von 1696 bis 1736 wurde ein Neubau im Barockstil in Auftrag gegeben. Zunächst war der Baumeister Jean Baptiste Broebes für die Planung verantwortlich; er entwarf den Plan für die Schlossanlage und errichtete den Ostflügel. Ab 1704 übernahm Johann Caspar Hindersin die Leitung. Ihm stand der Schlossbaumeister Joachim Ludwig Schultheiß von Unfriedt als Gutachter zur Seite. Für den Innenausbau konnte Alexander den Schlüter-Schüler und Stuckateur Joseph Anton Kraus (* Berlin; † 21. Januar 1721) sowie den Maler und Freskanten Giovanni Baptista Schannes († 1719) für mehrere Jahre an das Projekt binden. Kraus gestaltete – möglicherweise in Zusammenarbeit mit dem Stuckateur Johann Georg Pörtzel – den Festsaal, das Mittelschloss, die Treppenhäuser und die königlichen Zimmer.
Nach Fertigstellung handelte es sich um die bedeutendste barocke Schlossanlage Ostpreußens: „Als Ganzes gesehen war Schlobitten die bedeutendste Anlage, welche die Dohnas geschaffen haben.“ – „Schlobitten (…) wurde (…) 1696 bis 1721 als eine hochbarocke, im Osten einzigartige Gesamtanlage rings um den Ehrenhof und den Marstallhof mit der Turmeinfahrt nebst einem weiten Park und Wirtschaftshof von drei Baumeistern geschaffen (…).“

## Kunstsammlung und Bibliothek

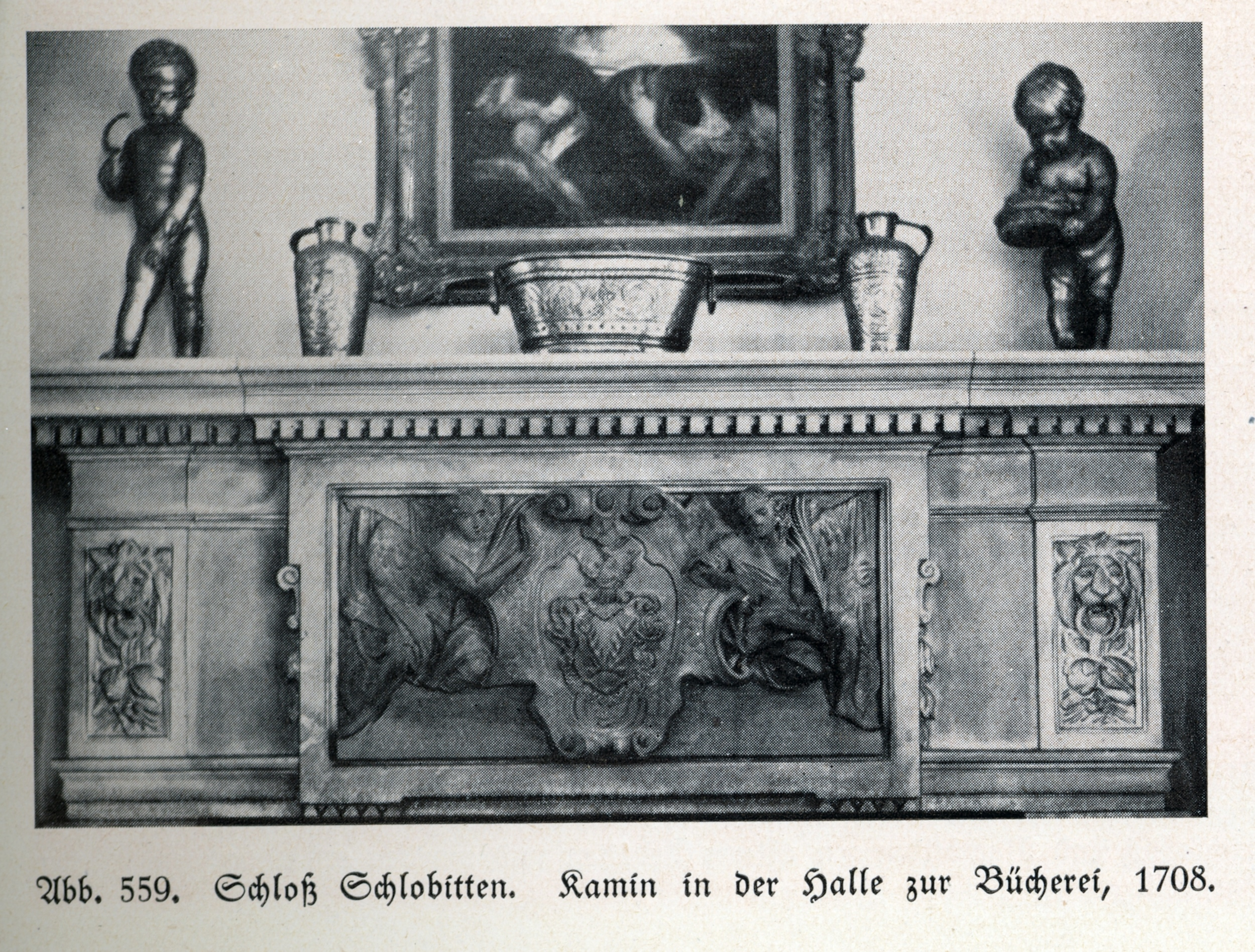
Schloss Schlobitten, Kamin in der Halle zur Bücherei

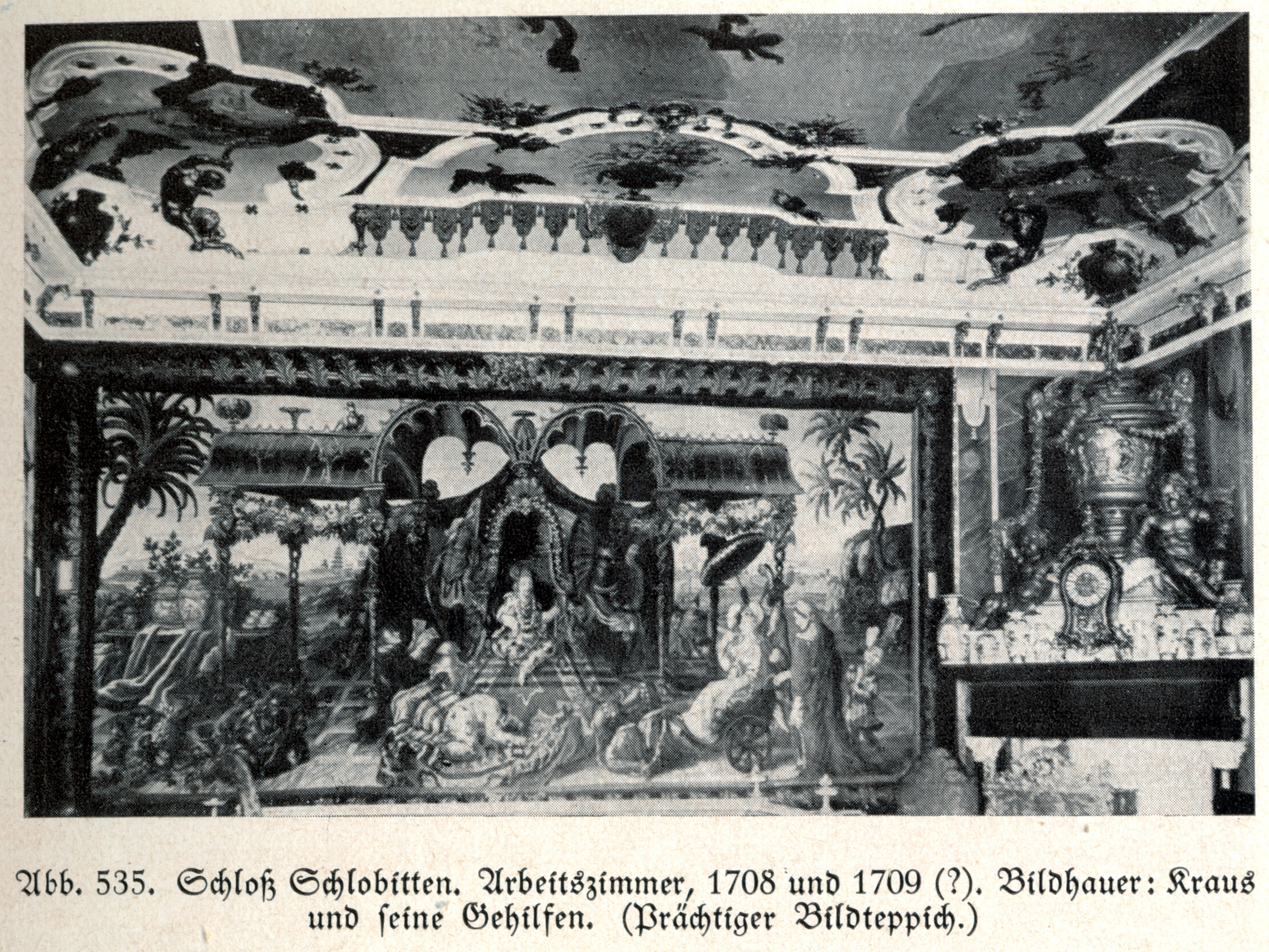
Schloss Schlobitten, Arbeitszimmer

Die Kunstsammlung des Schlosses, von der beträchtliche Überreste in der Sammlung Dohna-Schlobitten bis heute erhalten sind, bestand neben kunstgewerblichen Möbeln, Teppichen, Haushaltsgegenständen, Textilien, Porzellanen und niederländischen Fayencen aus 450 Gemälden, außerdem Zeichnungen, Miniaturen und Kleinplastik als Porträtbüsten. Neben wenigen Stillleben, biblischen Stücken dominierten in der Sammlung, die zum großen Teil den Zweiten Weltkrieg überstanden hat, vor allem Porträts vom 17. bis zum 19. Jahrhundert. Besonders beachtenswert sind 22 Porträts der Oranier und 31 Bilder der Hohenzollern von Kurfürst Friedrich Wilhelm bis zu Kaiser Wilhelm II. Die Oranier standen in verwandtschaftlichem und politischem Verhältnis zu den Dohnas, über diese Verbindung bestand auch eine Verwandtschaft zum preußischen Königshaus der Hohenzollern, die Schlobitten als Reisequartier nutzten. Allerdings sind nicht von allen dieser Porträts die Künstler bekannt. Es gibt Bilder im Stil von Michiel van Mierevelt, andere könnten von Jan de Baen stammen, auch Gerrit und Willem van Honthorst, sowie Antoine Pesne sind in der Sammlung enthalten. Viele Gemälde sind aber nur Repliken bekannter Porträts aus anderen fürstlichen Sammlungen. Neben Porträts nehmen Familienbildnisse einen großen Raum ein. Bedeutend ist ein großformatiges Familienstück von Johannes Mytens aus dem Jahr 1644. Einige dieser Bilder wurden, meist nach der Geburt von Kindern, Enkeln und Neffen, nachträglich auch von anderen Malern ergänzt. In jener Zeit gab es Wandermaler, die von Schloss zu Schloss zogen und Auftragsarbeiten für Fürsten und Landadel erledigten. Ihre Namen sind oft in Signaturen, auch auf Rückseiten der Bilder, erhalten, doch ihre Werke sind meist nicht von hohem künstlerischen Niveau. Aber auch bedeutendere Künstler konnten sich die Dohnas leisten. Darunter gehörten beispielsweise im 19. Jahrhundert Johann Friedrich August Tischbein und bekannte Königsberger Künstler wie Johann Eduard Wolff.

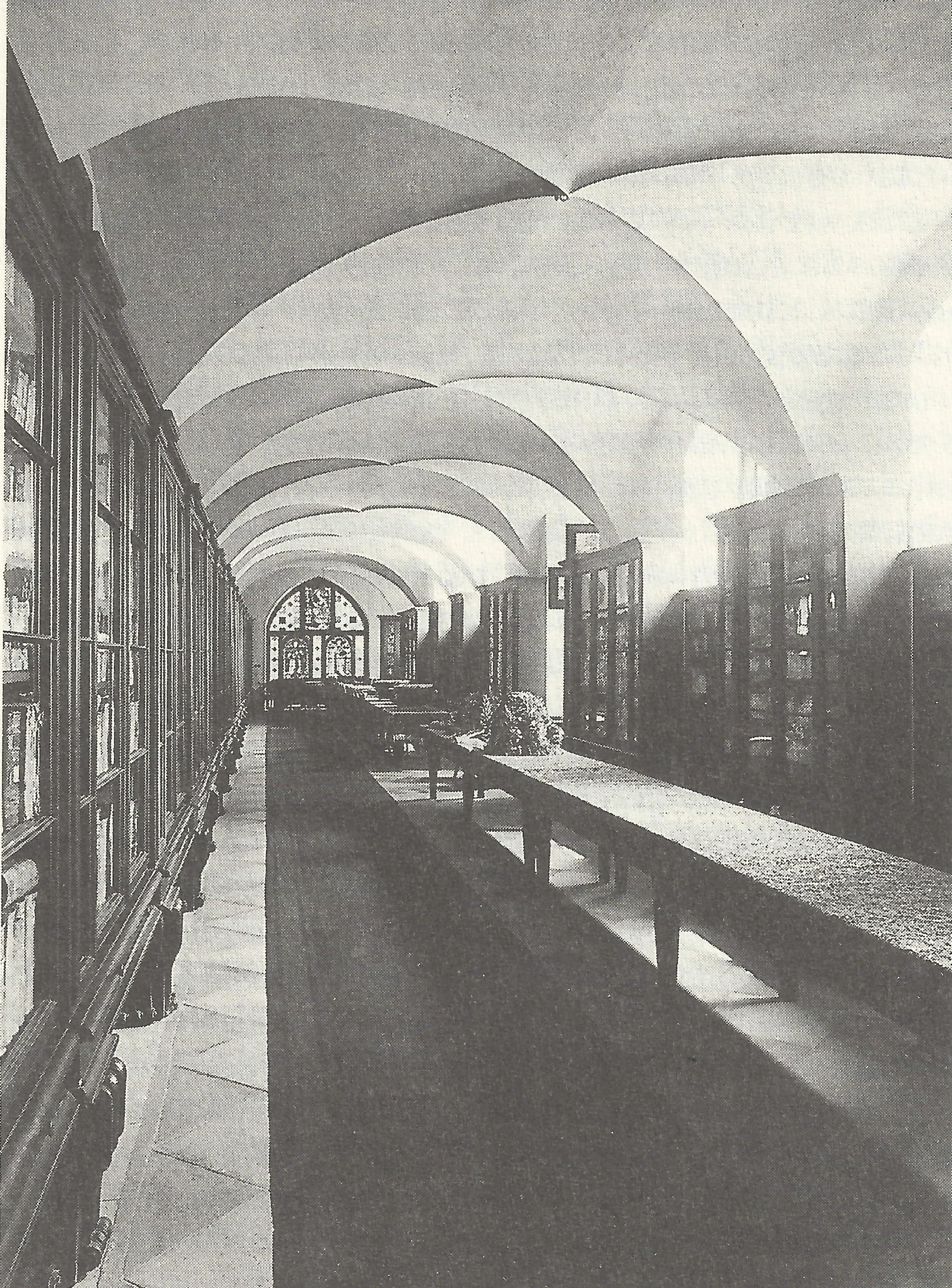
Die Alte Bibliothek um 1915

Im Schloss Schlobitten gab es seit 1627 eine Bibliothek, die neben dem Archiv der Dohnas vor allem seit dem 16. Jahrhundert erschienene Erstausgaben der bekannten klassischen Literatur enthielt; Liederbücher und Reiseliteratur und niederländische Romane, die um 1700 als Unterhaltungslektüre dienten. Aber auch staatswissenschaftliche Werke und theologische Streitliteratur aus der Zeit der Glaubenskämpfe nach der Reformation waren Bestandteil der Bibliothek. Es gab einige wenige Wiegendrucke, erwähnenswert sind davon die Predigten bekannter Theologen des 15. Jahrhunderts, wie Johann Geiler von Kaysersberg und Johannes de Bromyard. Aus dem 16. Jahrhundert stammten Werke von Erasmus von Rotterdam, eine von Philipp Melanchthon handschriftlich gewidmete Bibel von 1556, zehn Bände mit Predigten von Martin Luther von 1555 bis 1558 und eine Ausgabe von Paracelsus’ Philosophia ad Athenienses von 1564. Ein Katalog von 1858 führt über 55.000 Bände auf. Ende des 19. Jahrhunderts war der Bestand dermaßen stark angewachsen (Richard Wilhelm war ein Büchersammler), dass der bestehende Raum erweitert werden musste. Bis dahin war die Bibliothek in einem 33 Meter langen, sechs Meter tiefen und 4,30 m hohen Raum mit Kreuzgewölbe im Anbau östlich des Haupthauses untergebracht, zur Zeit Abrahams von Dohna errichtet. Nun wurden im entsprechenden Anbau auf der Westseite des Schlosses Räume der Bibliothek zugeschlagen.

## Publikationen
- Der Dokumentarfilm Unsere Geschichte – Ostpreußens vergessene Schlösser befasst sich mit einer Initiative von Wissenschaftlern und Forschern aus Deutschland, Polen und Russland, die nach verfallenen Kulturgütern im ehemaligen Ostpreußen suchen und versuchen, diese im Zuge der letzten Kriegs- und Nachkriegsjahre zerstörten Gebäude virtuell für die Nachwelt zu erschaffen. Hierbei geht es um die zwei Ruinen Schloss Schlobitten und Schloss Schlodien sowie das Schloss Friedrichstein im heutigen Russland. Dabei wird modernste Technologie angewendet, um zu dokumentieren, was von den Gebäuden noch vorhanden ist.[25]